# Václav Jehlička
Václav Jehlička (* 24. března 1948 Domažlice) je český politik, bývalý senátor Parlamentu České republiky, bývalý ministr kultury ČR ve druhé vládě Mirka Topolánka, do roku 2002 člen ODA, poté do 8. října 2009 člen politické strany KDU-ČSL, v současnosti člen TOP 09. Je řádným členem České komise pro UNESCO.

## Osobní život
Vystudoval Pedagogickou fakultu v Jihočeské univerzity (výtvarná výchova a matematika). Do roku 1990 působil jako učitel, poté starosta města Telč. K roku 2010 byl jedním z mála senátorů působících v horní komoře nepřetržitě od jejího založení v roce 1996, znovuzvolen v letech 1998 a 2004. Byl členem senátního Klubu TOP 09 a Starostové.
Ve volbách 2010 svůj mandát neobhajoval.
Je ženatý, má čtyři dcery (Jana, Iva, Markéta, Marie) a syna Jakuba.

## Další aktivity
Je členem České komise pro UNESCO, předsedou Správní rady Vysoké školy polytechnické v Jihlavě a členem Správní rady České zemědělské univerzity v Praze.
V červnu 2011 se stal členem Rady pro rozhlasové a televizní vysílání. Na začátku června 2015 byl navíc zvolen místopředsedou RRTV. V květnu 2017 byl zvolen členem RRTV i pro další období, skončil však ve funkci místopředsedy rady. Mandát zastával do konce června 2023.